# حورية الخمليشي
حورية الخمليشي كاتبة وناقدة وباحثة أكاديمية مغربية من مدينة الحسيمة شمال المغرب.
وهي من بين الأسماء النقدية الجديدة في العالم العربي.
يقول عنها الدكتور محمد مفتاح في تقديمه لكتابها «الشعر المنثور والتحديث الشعري» بأن «الباحثة تسلك طرق ذوي الخبرة العميقة... وأن بحثها المنظّم المحدد الأهداف والمعالم يوصل إلى نتائج سارة». وقال عنها الدكتور إدريس بلمليح إنها «نموذج المرأة المغربية المتخلّقة بالأخلاق العالية والصبورة جدًّا على كل ما يعتريها من مشقات فيما تحاول أن تبذله من جهدٍ في إشعاع الخطاب النسائي في المغرب بوجهه العلمي الناضج وتوجهاته الإيجابية التي تسعى إلى تصحيح الثقافة المغربية داخل الثقافة العربية. وهو اتجاه بدأ يؤتي ثماره بعد أن تضمّن صراعاً ضِدّ اتجاهٍ آخر لا يرى في الثقافة إلا حرباً شعواء ضد الرجل. وهذا شيء لابدّ من الوقوف عنده ومن تمثّله».

## تعريف
تابعت الباحثة دراستها الجامعية بكلية الآداب، جامعة محمد الخامس بالرباط حيث حصلت على الإجازة في الأدب العربي سنة 1986. كما حصلت على دبلوم الدراسات العليا المتخصصة في اللغة العربية وآدابها تخصص الشعر الحديث، وهي الوحيدة التي كان يشرف عليها الشاعر الدكتور محمد بنيس بكلية الآداب بالرباط. كما حصلت على شهادة الدكتوراه في النص العربي القديم والمناهج النقدية المعاصرة حول موضوع «الترجمة والتأويل في النص العربي القديم، رجيس بلاشير نموذجا» بإشراف الدكتور ادريس بلمليح من جامعة محمد الخامس بالرباط بميزة مشرف جدا.
عملت أستاذة اللغة العربية ثم أستاذة الأدب العربي بجامعة محمد الخامس بالرباط. وهي تُدَرس بتخصصات عديدة:
- الأدب العربي والمثاقفة
- التواصل وتحليل الخطاب
- السيميائيات وتحليل الخطاب
- سيميائيات اللفظ والصورة
- الأدب المقارن

وهي عضوة اتحاد كتاب المغرب، وعضوة فريق البحث في السيميائيات وتحليل الخطاب، كلية الآداب بالرباط، وعضوة تحرير مجلة رباط الكتب الإلكترونية، وعضوة بالعديد من الجمعيات الثقافية. وهي عضوة في العديد من لجان تحكيم الجوائز الأدبية.

## أعمالها
نشرت حورية الخمليشي العديد من الأبحاث والدراسات منها:

### الكتب
- الشعر والغناء. من روائع القصائد المغناة في الشعر العربي.[1]
- الكتابة والأجناس. شعرية الانفتاح في الشعر العربي الحديث.[2]
- الشعر المنثور والتحديث الشعري.[3]
- ترجمة النص العربي القديم وتأويله عند ريجيس بلاشير.[4]
- لغة وتواصل ومنهج.[5]
- الخطاب الشعري العاشق والإبداع.[6]
- اللغة والتواصل في رحاب الجامعة.[7]
- قواعد نشر وترجمة النصوص العربية لريجيس بلاشير.[8]
- نظرية الشعر.[9]
- متعة المحكي ومفارقات الواقع.[10]
- التراث الثقافي للريف. أية تحافة؟ أشغال ندوة دولية.[11]

### الدراسات والمقالات الورقية
ولها العديد من الدراسات والمقالات في مجلات أدبية متخصصة ورقية منها:
- الشعر. النثر.. السياق التاريخي والمفاضلة.[12]
- الجسد الشعري.[13]
- ترجمة الشعر.[14]
- المدرسة البلاشيرية وامتداداتها في الوطن العربي.[15]

### مقالات إلكترونية
- الهوية والذاكرة ورهانات الكتابة. مجلة يتفكرون ومجلة ثقافيات.
- حينما تتفوق الترجمة على الأصل. رباعيات الخيام ترجمة أحمد رامي. مجلة يتفكرون ومجلة ثقافيات.
- رابط مقالة الشعر نبع الفنون.
- التمازج والتفاعل بين الشعر والفن. مجلة يتفكرون.
- الترجمة والحداثة: تراجم من روائع الأدب الإنساني، الشاهنامة والإلياذة نموذجا. مجلة يتفكرون.
- الخطاب الشعري النسائي في الأدب العربي. مجلة ثقافيات.
- حوار الشعر والتشكيل. مجلة رباط الكتب.
- الجماليات النسوية العربية والإسلامية في الخطاب الإبداعي. مؤسسة مؤمنون بلا حدود.
- النص العربي بين الترجمة والتأويل، مجلة عتيدة عن جمعية الترجمة العربية وحوار الثقافات.
- الأنظمة الدلالية المتصادمة. مجلة عتيدة .
- انتصر الشعراء وخاب السياسيون/ مجلة ثقافات.